# Grudzień 2008

## 1 grudnia2008
- W Poznaniu rozpoczęła się Konferencja Narodów Zjednoczonych w sprawie Zmian Klimatu, której głównym celem jest ocena dotychczasowych działań i kontynuacja dyskusji nad sposobami walki ze zmianami klimatycznymi po wygaśnięciu Protokołu z Kioto. (wp.pl)

## 5 grudnia2008
- Zmarł Aleksy II, patriarcha Moskwy i Wszechrusi. (Gazeta.pl)

## 6 grudnia2008
- W Kopenhadze odbyła się ceremonia wręczenia Europejskich Nagród Filmowych. Nagrodę Prix D’Excellence za kostiumy do filmu Katyń otrzymała Magdalena Biedrzycka. (Gazeta.pl)

## 9 grudnia2008
- Gubernator stanu Illinois w USA, Rod Blagojevich, został aresztowany przez United States Marshals Service. Prokurator i agenci federalni FBI, którzy prowadzili wieloletnie śledztwo wnikające w korupcyjne poczynania gubernatora, oświadczyli, że m.in. gubernator domagał się dużych sum pieniędzy od potencjalnych kandydatów branych pod uwagę przez niego na stanowisko senatora USA jako zastępcy wakatu prezydenta elekta Baracka Obamy, który to już zrezygnował z tego stanowiska, stanowiska ministra czy ambasadora dla siebie, oraz dobrze płatnej pozycji dla swojej żony. (CNN).

## 10 grudnia2008
- Na normandzkiej wyspie Sark odbyły się pierwsze niemal w pełni demokratyczne wybory do lokalnego parlamentu. (BBC NEWS)
- Ryszard Horodecki został czwartym i ostatnim w 2008 roku laureatem Nagrody Fundacji na rzecz Nauki Polskiej. (Gazeta.pl)

## 11 grudnia2008
- Polski kajakarz Adam Seroczyński został zdyskwalifikowany przez Międzynarodowy Komitet Olimpijski i pozbawiony czwartego miejsca w kajakowym wyścigu K2 na Letnich Igrzyskach Olimpijskich w Pekinie. (Onet.pl, Decyzja komitetu dyscyplarnego MKOL)

## 12 grudnia2008
- Zmarł Tassos Papadopoulos, polityk cypryjski, prezydent Republiki Cypru w latach 2003-2008. (BBC NEWS)
- Szwajcaria przystąpiła do układu z Schengen i konwencji Dublin II na mocy dwustronnych porozumień. (Wprost 24, IO – Schengen/Dublin)
- W Poznaniu zakończyła się Konferencja Narodów Zjednoczonych w sprawie Zmian Klimatu. (Gazeta.pl)

## 13 grudnia2008
- W Johannesburgu została wybrana nowa Miss World, została nią pochodząca z Rosji Ksenia Suchinowa. (Gazeta.pl)

## 14 grudnia2008
- W Turkmenistanie odbyły się wybory parlamentarne. (rp.pl)

## 15 grudnia2008
- Abhisit Vejjajiva objął urząd premiera Tajlandii. (BBC News)

## 19 grudnia2008
- Premier Belgii Yves Leterme podał się do dymisji. (BBC News)

## 23 grudnia2008
- Po śmierci prezydenta Lansany Conté, w Gwinei doszło do zamachu stanu. (INTERIA.PL)

## 24 grudnia2008
- Na Ukrainie w Eupatorii w wyniku wybuchu gazu zginęło co najmniej 27 osób. (Gazeta.pl)
- W wieku 78 lat zmarł Harold Pinter, angielski dramaturg, reżyser teatralny i scenarzysta, laureat literackiej Nagrody Nobla w 2005 roku. (Daily Mail)

## 25 grudnia2008
- W wieku 48 lat zmarł Maciej Kuroń, publicysta kulinarny i dziennikarz. (Onet.pl)

## 27 grudnia2008
- Podczas zmasowanego nalotu izraelskich sił powietrznych na Strefę Gazy zginęło co najmniej 270 osób, a ponad sześćset zostało rannych. (Onet.pl)

## 29 grudnia2008
- Prezydent Somalii Abdullahi Yusuf podał się do dymisji. (BBC News)
- W wyborach parlamentarnych w Bangladeszu zdecydowanie wygrała Awami League, kierowana przez Sheikh Hasinę Wajed (BBC News)